# 401 a.C.

## Eventos
- Lúcio Júlio Julo, Marco Fúrio Camilo, Lúcio Valério Potito, pela quarta vez, Mânio Emílio Mamercino, pela terceira vez, Cneu Cornélio Cosso, Cesão Fábio Ambusto, pela segunda vez, tribunos consulares em Roma.
- Fim do reinado de Ágis II rei de Esparta desde 427 a.C.

## Mortes
- Ágis II rei de Esparta.
- Clearco de Esparta, almirante e general espartano do fim da Guerra do Peloponeso, executado na Pérsia.